# Humboldt (ancienne circonscription fédérale)
Pour les articles homonymes, voir Humboldt.
Humboldt fut une circonscription électorale fédérale d'abord des Territoires du Nord-Ouest et ensuite de la Saskatchewan, représentée de 1904 à 1953.
La circonscription d'Humboldt a été créée en 1903. Lors de l'adhésion de la province de Saskatchewan à la Confédération canadienne en 1905, la circonscription en devint une de cette province. Abolie en 1952, elle fut redistribuée parmi Humboldt—Melfort, Mackenzie et Rosthern.

## Députés
1. 1904-1908 — Alan Joseph Adamson, PLC
2. 1908-1917 — David Bradley Neely, PLC
3. 1917-1921 — Norman Lang, Unioniste
4. 1921-1925 — Charles Wallace Stewart, PPC
5. 1925-1935 — Albert Frederick Totzke, PLC
6. 1935-1942 — Harry Raymond Fleming, PLC
7. 1943-1949 — Joseph William Burton, CCF
8. 1949-1953 — Joseph Ingolph Hetland, PLC

- CCF = Co-Operative Commonwealth Federation
- PLC = Parti libéral du Canada
- PPC = Parti progressiste du Canada